# Польковське
Польковське (пол. Polkowskie, нім. Polkowitz) — село в Польщі, у гміні Домашовиці Намисловського повіту Опольського воєводства.
Населення — 224 особи (2011).

## Демографія
Демографічна структура станом на 31 березня 2011 року:
|          | Загалом | Допрацездатний вік | Працездатний вік | Постпрацездатний вік |
| -------- | ------- | ------------------ | ---------------- | -------------------- |
| Чоловіки | 98      | 24                 | 66               | 8                    |
| Жінки    | 126     | 31                 | 68               | 27                   |
| Разом    | 224     | 55                 | 134              | 35                   |